# Las Charcas, Azua
Las Charcas je mesto in istoimenska občina v provinci Azua v Dominikanski republiki. Ob popisu prebivalstva leta 2012 v mestu živi 9,254 prebivalcev. 